# Janus Braspennincx
Adrianus Jacobus Braspennincx, detto Janus (Zundert, 5 marzo 1903 – Breda, 7 gennaio 1977), è stato un pistard olandese.

## Palmarès

### Olimpiadi
- Argento a Amsterdam 1928 nell'inseguimento a squadre.